# Isabel Maria Santos Silva
 (août 2013).
Isabel Maria Cabrita de Araújo Leite dos Santos Silva, née en 1973, est une docteur en psychologie et une femme politique portugaise. Elle a été secrétaire d'État chargée de l'Enseignement primaire et secondaire dans le XIXe gouvernement constitutionnel portugais entre le 28 juin 2011 et le 26 octobre 2012,.
Elle est professeur assistant au département de psychologie de l'Université d'Évora, où elle a obtenu un doctorat en psychologie,.